# Ivanivka (Valove), Krîvîi Rih
Ivanivka (în ucraineană Іванівка) este un sat în comuna Valove din raionul Krîvîi Rih, regiunea Dnipropetrovsk, Ucraina.

## Demografie
Componența lingvistică a localității Ivanivka
     Ucraineană (88,1%)
     Rusă (8,33%)
     Belarusă (3,57%)
Conform recensământului din 2001, majoritatea populației localității Ivanivka era vorbitoare de ucraineană (88,1%), existând în minoritate și vorbitori de rusă (8,33%) și belarusă (3,57%).